# Women’s Air Derby

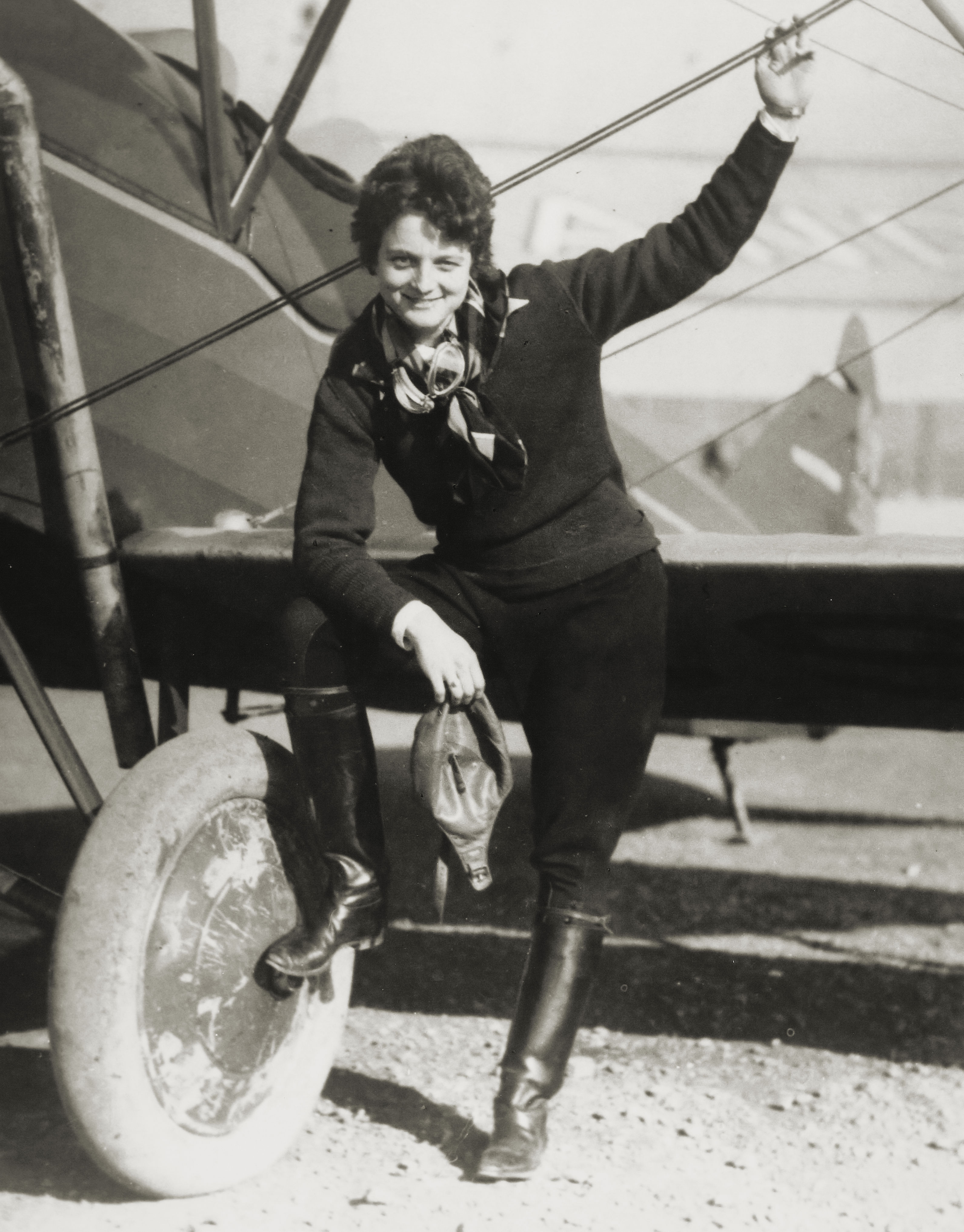
Louise Thaden

Das Women’s Air Derby war das erste offizielle reine Frauenflugrennen in den USA. Dieses Turnier fand erstmals im Jahre 1929 bei den „National Air Races“ statt. Will Rogers bezeichnete es als „Powder Puff Derby“ oder auch „Puderquastenrennen“, als letzteres ist es bis heute noch bekannt. Am 18. August 1929 starteten 19 Pilotinnen in Santa Monica, Kalifornien und eine Pilotin aufgrund von Startschwierigkeiten einen Tag später. Marvel Cross, eine Teilnehmerin des Luftrennens starb bei einem Sturz an einer Kohlenstoffmonoxidvergiftung. Fünfzehn der Pilotinnen schafften es in neun Tagen nach Cleveland, Ohio an das Ziel.
Siegerin dieses ersten Turniers war Louise Thaden. Seit 1977 ist das Rennen eingestellt.

## Teilnehmerinnen
Insgesamt nahmen zwanzig Pilotinnen an dem ersten Rennen teil. Von ihnen waren achtzehn Amerikanerinnen, eine Deutsche und eine Australierin.
Die Teilnehmerinnen waren
- Pancho Barnes
- Marvel Crosson
- Amelia Earhart
- Ruth Elder
- Claire Mae Fahy
- Edith Foltz
- Mary Haizlip
- Opal Kunz
- Mary von Mach
- Ruth Nichols
- Blanche Noyes
- Neva Paris
- Margaret Perry
- Phoebe Omlie
- Gladys O’Donnell
- Louise Thaden
- Bobbi Trout
- Vera Dawn Walker
- Thea Rasche
- Jessie Keith-Miller

## Teilnahmebedingungen
Für alle Teilnehmerinnen galt als Teilnahmebedingung ein Minimum von 100 Flugstunden Erfahrung und der Besitz eines Flugscheins sowie eine für „Frauen angemessene Motorisierung“ in ihren Flugzeugen.
Das Flugzeug von Opal Kunz hatte über 300 PS, weshalb sie disqualifiziert wurde. Ihr Flugzeug sei „zu schnell für eine Frau“. Deshalb musste sie mit einer schwächeren Maschine fliegen.

## Folgen
Nach dem Turnier gründeten die Frauen die Pilotinnenorganisation Ninety Nines, auch bekannt als „der Club der Neunundneunzig“.
1947 wurde das All-Women Air Race von Palm Spring nach Tampa verlegt. Dort nahmen lediglich zwei Teilnehmerinnen teil.
In 1948 wurde dieses in Woman Transcontinental Air Race umbenannt. In den folgenden Jahren setzte die Presse die Bezeichnung Powder Puff Derby durch, dies war bei dem Club der Neunundzwanzig ein willkommener Name.
Das letzte Rennen dieser Art fand in 1977 statt, da es aufgrund von zu hohen Kosten aufgegeben wurde.